# LaSalle String Quartet
Das  LaSalle String Quartet, in Cincinnati ansässig, wurde 1946 gegründet und bestand bis 1988.
Walter Levin (1924–2017), 1. Violine, Henry Meyer (1923–2006), 2. Violine, und Peter Kamnitzer (1922–2016), Viola, waren während der 42 Jahre des Bestehens des Quartetts Mitglieder. Beim Cellisten gab es dagegen einige Wechsel. Auf Richard Kapuscinski (1946–1955) und Jack Kirstein (1955–1977) folgte Lee Fiser (1975–1988).
Als Schüler der Juilliard School of Music in New York City erhielt das Quartett das erste Diplom von dem damals neu eingerichteten Lehrstuhl für Quartettspiel. 1949–1953 war das LaSalle String Quartet quartet in residence des Colorado College; die gleiche Stellung nahm es daraufhin an der University of Cincinnati ein, an der seine Mitglieder Kammermusik unterrichteten. Sie waren Gast bei zahlreichen Festspielen in ganz Europa.
Das Quartett wurde vor allem durch seine Interpretationen von Musik des 20. Jahrhunderts bekannt und gab zudem eine Vielzahl von Kompositionen in Auftrag, deren Uraufführungen es dann verwirklichte.
Ab 1958 standen dem Quartett Instrumente von Amati zur Verfügung (gebaut: 1648, 1682, 1619 und 1670), die den oft etwas rauen Klang des Quartetts abminderten und ihm eine gewisse Wärme verliehen.
Auf Tonträgern sind derzeit nur wenige Werke erhältlich. Während Quartette von Mozart und Haydn nicht vertreten sind, gibt es die späten Streichquartette von Beethoven sowie Werke von Schubert, Mendelssohn Bartholdy, Schumann und Brahms. Dokumentiert sind vor allem Werke des Impressionismus (Claude Debussy, Maurice Ravel) und der Moderne (Zemlinsky, Wiener Schule, Ligeti, Nono, Lutosławski und Penderecki), die meist bei der Deutschen Grammophon erschienen sind.